# Luippen

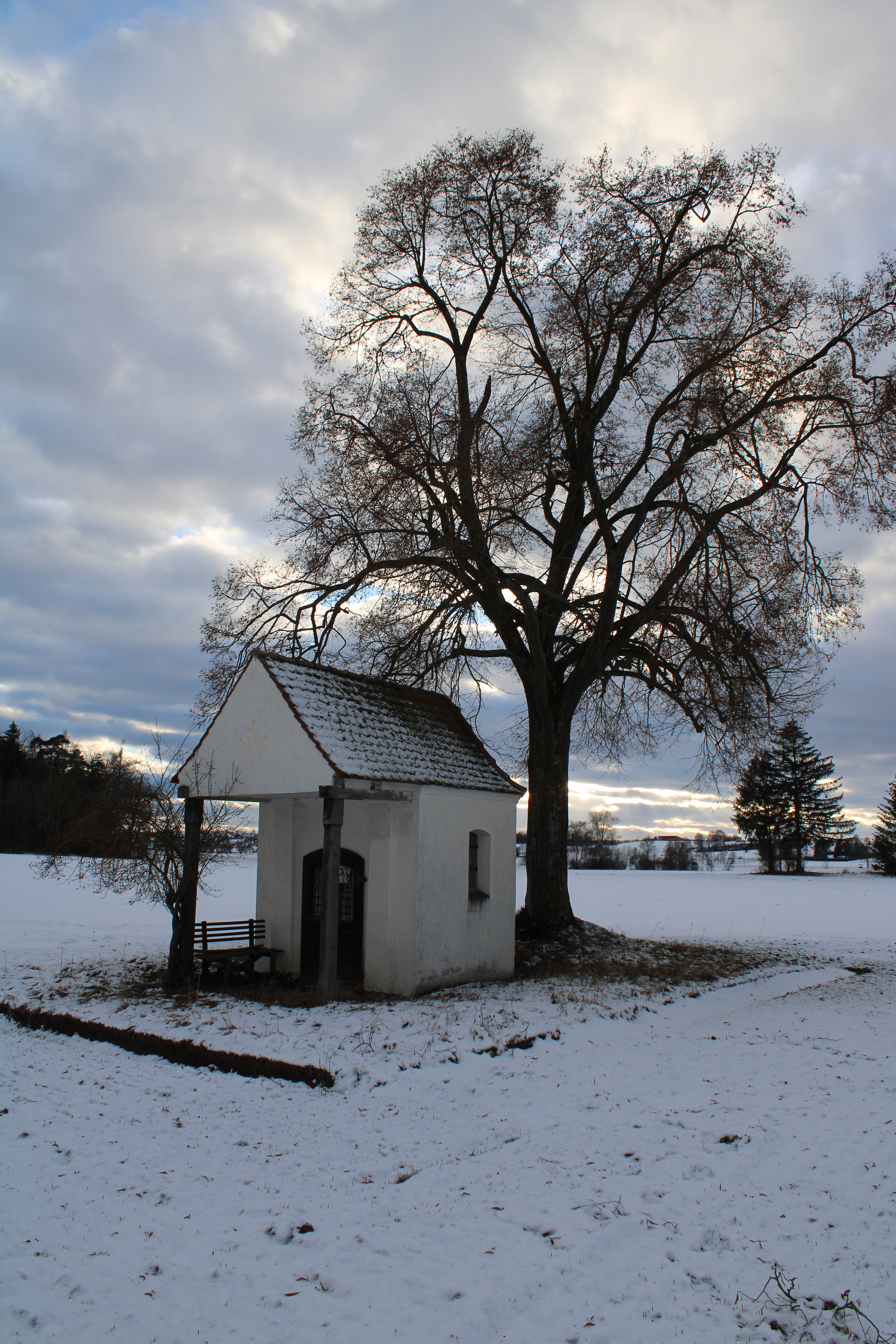
Feldkapelle Luippen

Luippen ist ein Ortsteil des Marktes Pfaffenhofen an der Roth im Landkreis Neu-Ulm im Westen des bayerischen Regierungsbezirks Schwaben.

## Lage
Der Weiler ist östlich der Leibi, einem südlichen Nebenfluss der Donau, gelegen. Zur Mitte des Hauptortes sind es aus dem nordwestlich gelegenen Ortsteil rund vier Kilometer. Der Weiler ist in einem Kilometer Entfernung durch die Kreisstraße NU 3 an das überörtliche Verkehrsnetz angeschlossen. Die Flur gehört zur Gemarkung Roth.

## Geschichte
Der alte Einzelhof war jahrhundertelang ein freieigenes Gut. Seit 1385 wechselten die Besitzer ständig, meist war er in den Händen von Bürgern der Stadt Ulm. Ab 1777 übernahmen die Wiesergenerationen. 1907 kaufte der Distrikt Neu-Ulm den Bauernhof und richtete ein Mustergut ein. 1934 erfolgte die Umwandlung in fünf Bauernsiedlungen. Kommunal gehörte der Weiler seit dem 19. Jahrhundert zur Gemeinde Roth und wurde mit dieser am 1. Mai 1978 zum Abschluss der Gebietsreform in Bayern in den Markt Pfaffenhofen eingegliedert.

## Baudenkmal
In die amtliche Denkmalliste ist unter der Nummer D-7-75-143-24 eine Hofkapelle	aus dem 18. Jahrhundert (verlängert zweite Hälfte 19. Jahrhundert) eingetragen.